# Erika Mészáros
Erika Mészáros (Budapest, 24 de junio de 1966) es una deportista húngara que compitió en piragüismo en la modalidad de aguas tranquilas.
Participó en tres Juegos Olímpicos de Verano entre los años 1988 y 1996, obteniendo dos medallas, una de plata en Seúl 1988 y una de oro en Barcelona 1992. Ganó once medallas en el Campeonato Mundial de Piragüismo entre los años 1986 y 1993.

## Palmarés internacional
| Juegos Olímpicos   | Juegos Olímpicos       | Juegos Olímpicos  | Juegos Olímpicos |
| Año                | Lugar                  | Medalla           | Evento           |
| ------------------ | ---------------------- | ----------------- | ---------------- |
| 1988               | Seúl (Corea del Sur)   | Medalla de plata  | K4 500 m         |
| 1992               | Barcelona (España)     | Medalla de oro    | K4 500 m         |
| Campeonato Mundial |                        |                   |                  |
| Año                | Lugar                  | Medalla           | Evento           |
| 1986               | Montreal (Canadá)      | Medalla de oro    | K2 500 m         |
| 1986               | Montreal (Canadá)      | Medalla de oro    | K4 500 m         |
| 1989               | Plovdiv (Bulgaria)     | Medalla de plata  | K2 500 m         |
| 1989               | Plovdiv (Bulgaria)     | Medalla de plata  | K4 500 m         |
| 1990               | Poznań (Polonia)       | Medalla de plata  | K2 500 m         |
| 1990               | Poznań (Polonia)       | Medalla de plata  | K2 5000 m        |
| 1990               | Poznań (Polonia)       | Medalla de plata  | K4 500 m         |
| 1991               | París (Francia)        | Medalla de plata  | K2 500 m         |
| 1991               | París (Francia)        | Medalla de plata  | K4 500 m         |
| 1993               | Copenhague (Dinamarca) | Medalla de plata  | K2 5000 m        |
| 1993               | Copenhague (Dinamarca) | Medalla de bronce | K4 500 m         |